# آواره؛ یا، دشواری‌های زنانه

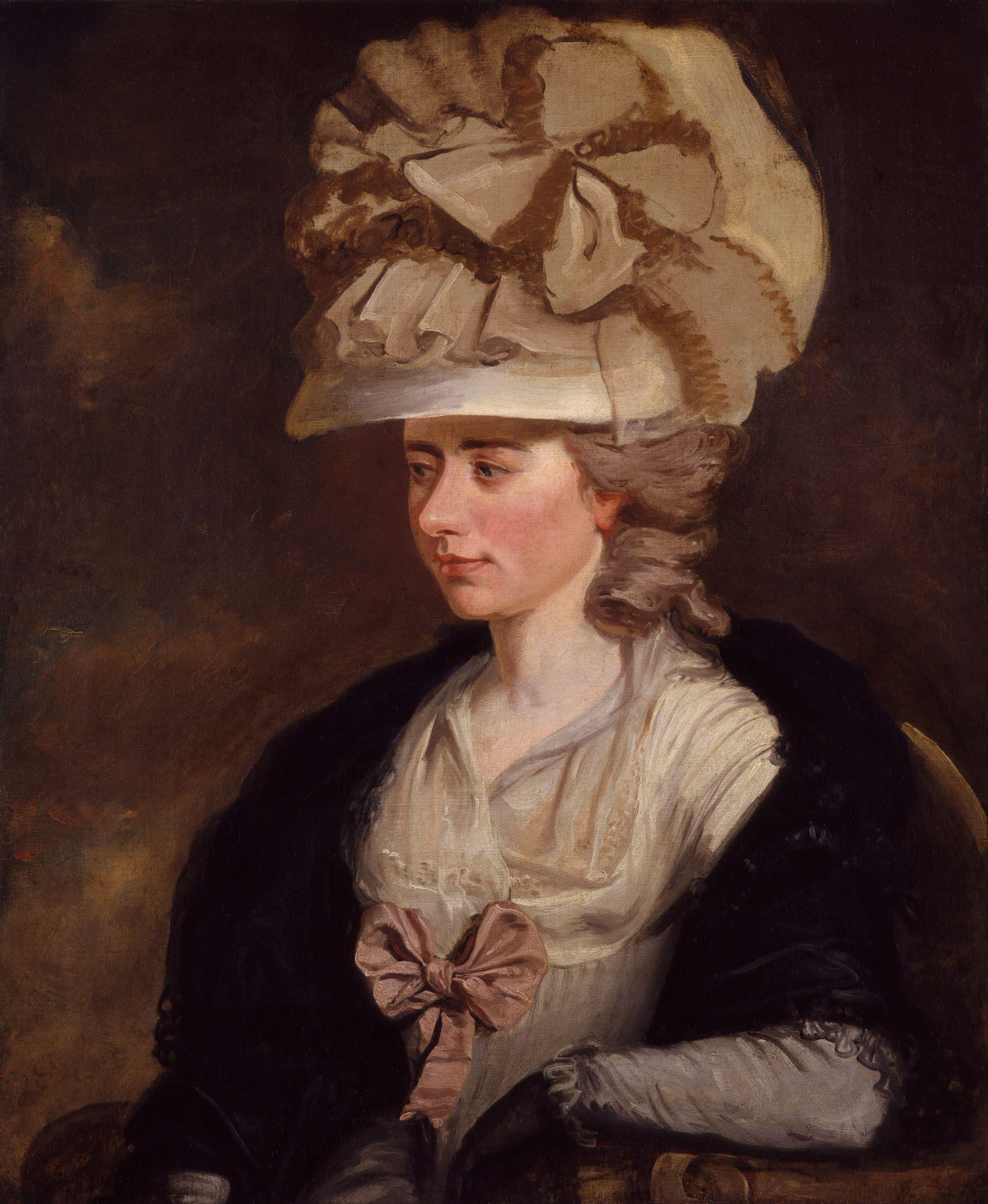
فنی برنی

آواره؛ یا، دشواری‌های زنانه (انگلیسی: The Wanderer; or, Female Difficulties) آخرین رمان نویسندهٔ انگلیسی فنی برنی است که در مارس ۱۸۱۴ منتشر شد. این داستان گوتیک روایت‌گر زنی مرموز است که تلاش دارد با مخفی کردن هویتش به استقلال دست یابد. درون‌مایهٔ داستان متمرکز بر دشواری‌های زنان در مسیر استقلال مالی و اجتماعی است.
برنی ۱۴ سال روی داستان کار کرد و آن را زمانی منتشر کرد که در جریان جنگ‌های ناپلئونی به فرانسه تبعید شده بود. منتقدان معاصر برنی بخاطر تصویر او از زنان انتقاداتش به جامعه انگلیسی به آواره حمله کردند.